# Дивизия Малера (Первая империя)
Пехотная дивизия Малера (фр. Division d'infanterie de Malher) — пехотная дивизия Франции периода наполеоновских войн.
Дивизия была сформирована 29 августа 1803 года в лагере Компьень Армии Берегов Океана. Командиром дивизии был назначен генерал Партуно. В этот период — Пехотная дивизия Партуно (фр. Division d'infanterie de Partouneaux).
В октябре 1804 года Партуно на посту командира сменил генерал Малер.
С октября по ноябрь 1806 года — Пехотная дивизия Вандама (фр. Division d'infanterie de Vandamme).
С ноября 1806 по марта 1807 года — Пехотная дивизия Гарданна (фр. Division d'infanterie de Gardanne).
С марта 1807 по ноябрь 1808 года — Пехотная дивизия Биссона (фр. Division d'infanterie de Bisson).

## История дивизии

### Формирование дивизии
Дивизия была сформирована Первым консулом 29 августа 1803 года в лагере Компьень, который являлся частью Армии Берегов Океана. Командиром был назначен Луи Партуно.
Дивизия состояла из:
- 25-го полка лёгкой пехоты;
- 27-го полка линейной пехоты;
- 59-го полка линейной пехоты;
- 69-го полка линейной пехоты[1].

12 декабря 1803 года дивизия была передислоцирована в новый лагерь Монтрёй. 27 сентября 1804 года из состава дивизии выведен 69-й полк. 31 октября 1804 года генерал Малер заменил Партуно в должности командира дивизии. 11 апреля 1805 года дивизия приняла окончательный вид, когда в её состав влился 50-й полк линейной пехоты, только прибывший из Ганновера.

### Австрийская кампания 1805 года
29 августа 1805 года стала 3-й пехотной дивизией 6-го армейского корпуса маршала Нея в составе Великой Армии.
8 октября 6-й корпус двинулся на Гинген, к северо-западу от Ульма. На следующий день Ней приказал Малеру двинуться на юг и захватить мосты через Дунай возле Гюнцбурга. Для выполнения этой задачи Малер сформировал три колонны. Западная колонна под командованием начальника штаба Лефоля направилась к мосту в Лайпхайме, но дорога по которой они передвигались, завела их в болото. 59-й полк сформировал восточную колонну, которая была направлена к мосту на восточной стороне Гюнцбурга. Центральная колонна, состоявшая из трёх полков, шла прямо на Гюнцбург. Эти войска столкнулись с силами тирольских егерей под командованием Константина Гилиана Карла д'Аспре, чтобы начать битву при Гюнцбурге. Встревоженные французами защитники Гюнцбурга разрушили все мосты. Отрезанный, д'Аспре сдался с 200 егерями и двумя пушками. Малер попытался восстановить два моста в Гюнцбурге, но был вынужден отказаться от этой идеи из-за интенсивного огня 20 орудий и 3-го пехотного полка эрцгерцога Карла. Позже в тот же день австрийский командующий Карл Мак фон Либерих приказал Игнацу Дьюлаю реконструировать мост на восточной окраине города. Как только люди Дьюлая восстановили пролёт, с опозданием появился 59-й полк и бросился на мост. Несмотря на троекратное численное превосходство, атака Делабассе прорвала оборону Дьюлаи и захватила пролёт. 59-й полк развернулся в каре, чтобы отразить последовавшие атаки австрийской кавалерии. Малер двинул остальную часть своей дивизии, чтобы поддержать успех, и французские войска удержали мост от австрийских контратак. Мак отступил к Ульму 10 октября, уступив победу французам.
13 октября Малер столкнулся с австрийскими войсками во главе с Иоганном Лаудоном у моста Эльхинген. В последовавшем на следующие день сражении дивизии практические не участвовала. После успешного завершения Ульмской кампании Наполеон направил дивизии Малера и Луазона из корпуса Нея в Тироль. 4 ноября австрийцы с большими потерями отбили атаки Нея у Шарница. Однако в тот же день французы уничтожили второй австрийский отряд в Лойташе. На следующий день Ней захватил Инсбрук.

## Организация дивизии
На 25 сентября 1805 года:
- командир — дивизионный генерал Жан-Пьер Малер
- начальник штаба — полковник штаба Этьен Лефоль
- 1-я бригада (командир – бригадный генерал Пьер Марконье)
  - 25-й полк лёгкой пехоты (командир – полковник Жозеф Морель)
  - 27-й полк линейной пехоты (командир – полковник Марсьяль Барде)
- 2-я бригада (командир – бригадный генерал Матьё Делабассе)
  - 50-й полк линейной пехоты (командир – полковник Тома Миньо де Лямартиньер)
  - 59-й полк линейной пехоты (командир – полковник Жерар Лакюэ)
    - Всего: около 7100 человек, 9 батальонов, 6 орудий[11]

На 14 октября 1806 года:
- командир — бригадный генерал Пьер Марконье[К 1]
- начальник штаба — полковник штаба Александр Дюверье
- 1-я бригада (командир — бригадный генерал Пьер Марконье)
  - 25-й полк лёгкой пехоты (командир – полковник Жозеф Морель)
  - 27-й полк линейной пехоты (командир – полковник Марсьяль Барде)
- 2-я бригада (командир — бригадный генерал Матьё Делабассе)
  - 50-й полк линейной пехоты (командир – полковник Тома Миньо де Лямартиньер)
  - 59-й полк линейной пехоты (командир – полковник Александр Дальтон)
    - Всего: 9400 человек, 8 батальонов[12]

На 8 февраля 1807 года:
- командир — дивизионный генерал Гаспар Гарданн
- начальник штаба — полковник штаба Александр Дюверье
- 1-я бригада (командир — бригадный генерал Пьер Марконье)
  - 25-й полк лёгкой пехоты (командир – полковник Жозеф Морель)
  - 27-й полк линейной пехоты (командир – полковник Марсьяль Барде)
- 2-я бригада (командир — бригадный генерал Матьё Делабассе)
  - 50-й полк линейной пехоты (командир – полковник Тома Миньо де Лямартиньер)
  - 59-й полк линейной пехоты (командир – полковник Александр Дальтон)
    - Всего: 7628 человек, 8 батальонов[13]

На 1 апреля 1807 года:
- командир — дивизионный генерал Гаспар Биссон
- начальник штаба — полковник штаба Александр Дюверье
- 1-я бригада (командир – бригадный генерал Франсуа Роге)
  - 25-й полк лёгкой пехоты
  - 27-й полк линейной пехоты (командир – полковник Жан-Батист Менн)
- 2-я бригада (командир – бригадный генерал Матьё Делабассе)
  - 50-й полк линейной пехоты (командир – полковник Жозеф Фраппар)
  - 59-й полк линейной пехоты (командир – полковник Александр Дальтон)
    - Всего: около 6900 человек, 8 батальонов[11]

На 1 мая 1811 года:
- командир — дивизионный генерал Бертран Клозель
- 1-я бригада (командир – бригадный генерал Матьё Делабассе)
  - 25-й полк лёгкой пехоты (командир – полковник Венсан Деконши)
  - 27-й полк линейной пехоты (командир – полковник Жан-Батист Менн)
- 2-я бригада (командир – бригадный генерал Марсьяль Барде)
  - 50-й полк линейной пехоты (командир – полковник Жозеф Фраппар)
  - 59-й полк линейной пехоты (командир – полковник Пьер Кост)
    - Всего: около 5600 человек[14]

На 16 июля 1813 года:
- командир — дивизионный генерал Любен Вандермезан
- 1-я бригада (командир – бригадный генерал Этьен Барбо)
  - 25-й полк лёгкой пехоты
  - 1-й полк линейной пехоты
  - 27-й полк линейной пехоты
- 2-я бригада (командир – бригадный генерал Пьер Руже)
  - 50-й полк линейной пехоты
  - 59-й полк линейной пехоты
  - 130-й полк линейной пехоты
    - Всего: 4181 человек и 8 орудий[15]

На 27 февраля 1814 года:
- командир — бригадный генерал Клод Руже
- 1-я бригада (командир – бригадный генерал Этьен Барбо)
  - 4-й полк лёгкой пехоты / 1 батальон
  - 40-й полк линейной пехоты / 2 батальона
  - 50-й полк линейной пехоты / 1 батальон
- 2-я бригада (командир – бригадный генерал Пьер Руже)
  - 27-й полк линейной пехоты / 1 батальон
  - 34-й полк линейной пехоты / 1 батальон
  - 59-й полк линейной пехоты / 1 батальон
    - Всего: 3717 человек[16]

## Подчинение и номер дивизии
- 3-я пехотная дивизия в лагере Компьень Армии Берегов Океана (29 августа 1803 года);
- 3-я пехотная дивизия в лагере Монтрёй Армии Берегов Океана (12 декабря 1803 года);
- 3-я пехотная дивизия 6-го армейского корпуса Великой Армии (29 августа 1805 года);
- 2-я пехотная дивизия 6-го армейского корпуса Великой Армии (5 октября 1806 года);
- 2-я пехотная дивизия 6-го армейского корпуса Армии Испании (7 сентября 1808 года);
- 2-я пехотная дивизия 6-го армейского корпуса Армии Португалии (май 1810 года);
- 2-я пехотная дивизия Армии Португалии (4 апреля 1811 года):
- 5-я пехотная дивизия Левого крыла Пиренейской армии (16 июля 1813 года).

## Состав дивизии
- штаб дивизии (фр. état-major de la division)

- 25-й полк лёгкой пехоты (фр. 25e régiment d'infanterie légère)

в составе дивизии с 29 августа 1803 года по осень 1813 года
- 27-й полк линейной пехоты (фр. 27e régiment d'infanterie de ligne)

в составе дивизии с 29 августа 1803 года по 12 мая 1814 года
- 59-й полк линейной пехоты (фр. 59e régiment d'infanterie de ligne)

в составе дивизии с 29 августа 1803 года по 12 мая 1814 года
- 69-й полк линейной пехоты (фр. 69e régiment d'infanterie de ligne)

в составе дивизии с 29 августа 1803 года по 27 сентября 1804 года
- 50-й полк линейной пехоты (фр. 50e régiment d'infanterie de ligne)

в составе дивизии с 11 апреля 1805 года по 12 мая 1814 года
- артиллерия дивизии (фр. artillerie de la division)

## Командование дивизии

### Командиры дивизии
- дивизионный генерал Луи Партуно (29 августа 1803 – 31 октября 1804)
- дивизионный генерал Жан-Пьер Малер (31 октября 1804 – 21 октября 1806)
- дивизионный генерал Доминик Вандам (21 октября 1806 – 27 ноября 1806)
- дивизионный генерал Гаспар Гарданн (27 ноября 1806 – 6 марта 1807)
- дивизионный генерал Гаспар Биссон (6 марта 1807 – 8 ноября 1808)
- дивизионный генерал Жозеф Лагранж (8 ноября 1808 – 24 ноября 1808)
- дивизионный генерал Морис Матьё (24 ноября 1808 – 17 апреля 1810)
- дивизионный генерал Огюст Мерме (17 апреля 1810 – май 1811)
- дивизионный генерал Бертран Клозель (май 1811 – 22 июля 1812)
- дивизионный генерал Любен Вандермезан (16 июля 1813 – 31 августа 1813)
- дивизионный генерал Жан-Пьер Марансен (1 сентября 1813 – 8 января 1814)
- бригадный генерал Клод Руже (8 января 1814 – 10 марта 1814)
- дивизионный генерал Жан-Пьер Марансен (10 марта 1814 – 12 мая 1814)

### Начальники штаба дивизии
- должность вакантна (29 августа 1803 – 2 ноября 1803)
- полковник штаба Леопольд Дестабанрат (2 ноября 1803 – 29 августа 1805)
- полковник штаба Этьен Лефоль (29 августа 1805 – 5 октября 1806)
- полковник штаба Александр Дюверье (5 октября 1806 – 13 июля 1807)

### Командиры бригад
- бригадный генерал Пьер Марконье (29 августа 1803 – 3 марта 1807)
- бригадный генерал Юг Шарло (29 августа 1803 – 17 января 1804)
- бригадный генерал Матьё Делабассе (17 января 1804 – 29 мая 1811)
- бригадный генерал Франсуа Роге (3 марта 1807 – 5 июня 1807)
- бригадный генерал Марсьяль Барде (8 ноября 1808 – 20 мая 1811)
- бригадный генерал Этьен Барбо
- бригадный генерал Пьер Руже

## Награждённые

### Великие офицеры ордена Почётного легиона
- Жан-Пьер Малер, 25 декабря 1805 – дивизионный генерал, командир дивизии

### Комманданы ордена Почётного легиона
- Луи Партуно, 14 июня 1804 – дивизионный генерал, командир дивизии
- Матьё Делабассе, 14 июня 1804 – бригадный генерал, командир 2-й бригады
- Пьер Марконье, 14 июня 1804 – бригадный генерал, командир 1-й бригады
- Марсьяль Барде, 25 декабря 1805 – полковник, командир 27-го линейного
- Тома Миньо де Лямартиньер, 25 декабря 1805 – полковник, командир 50-го линейного
- Жозеф Морель, 25 декабря 1805 – полковник, командир 25-го лёгкого
- Жан-Батист Менн, 6 августа 1810 – полковник, командир 27-го линейного
- Жозеф Фраппар, 6 августа 1810 – полковник, командир 50-го линейного

### Офицеры ордена Почётного легиона
- Марсьяль Барде, 14 июня 1804 – полковник, командир 27-го линейного
- Жан-Антуан Брен, 14 июня 1804 – полковник, командир 69-го линейного
- Николя Годино, 14 июня 1804 – полковник, командир 25-го лёгкого
- Леопольд Дестабанрат, 14 июня 1804 – полковник, начальник штаба дивизии
- Жерар Лакюэ, 14 июня 1804 – полковник, командир 59-го линейного
- Лефевр, 25 марта 1807 – капитан роты карабинеров 25-го лёгкого
- Юни, 29 марта 1807 – командир эскадрона, адъютант генерала Биссона

### Комментарии
1. ↑  Генерал Малер был болен и находился во Франции